# Luqa St. Andrew's Football Club
Maillots
Le Luqa St. Andrew's Football Club est un club maltais de football basé à Luqa, fondé en 1934.
Le club évolue pendant 5 saisons en première division maltaise : de 1948 à 1950, puis de 1991 à 1994. Il obtient son meilleur classement en première division lors de la saison 1992-1993, où il se classe 4e du championnat, avec 9 victoires, 4 matchs nuls et 5 défaites.

## Historique
- 1934 : fondation du club